# Gainward
Gainward es una empresa de hardware de computadores que produce tarjetas de video. Sus tarjetas gráficas usaban exclusivamente chipsets Nvidia sin embargo la compañía anunció soluciones de tarjetas gráficas basadas en ATI después del lanzamiento exitoso de la Serie 4800 de ATI, aunque actualmente Gainward no produce ninguna tarjeta de la Gama de AMD Radeon. Los productos de Gainward tienen la capacidad de Overclock. La compañía también ha lanzado tarjetas que no se rigen por el diseño y especificaciones de referencia establecidos por Nvidia.
Gainward tiene un rango de tarjetas gráficas conocidas como "Golden Sample". Estas tarjetas están overclockeadas a velocidades mayores a las stock; las tarjetas Golden Sample actuales se pueden encontrar; Nvidia GTS 450, GTX 460 Y GTX 470.
En un rango de los Golden Sample, vienen con un juego de bono que permite al consumidor elegir un juego como una descarga en línea. Las tarjetas actuales vienen pre-cargadas con un juego.
Hubo un tiempo en que la compañía no produjo ningún producto nuevo, Pero se reanudó con la fabricación de la Nvidia 8800GTS Series, que los trajo de vuelta al día con otras empresas como Gigabyte y PNY Technologies.

## Líneas de tarjetas gráficas
Series conocidas de tarjetas de vídeo Gainward que utilizan las GPU de NVIDIA incluyen las cardexpert (RIVA 128 hasta Geforce 2), Powerpack (Geforce 3 hasta Geforce 6) y BLISS (Geforce 7 hasta Geforce 9).